# Eyalato de Rumelia
El eyalato de Rumelia o Rumeli ( en turco otomano: ایالت روم ایلی‎, Eyālet-i Rūm-ėli), también conocida como beylerbeylicato de Rumeli, era una provincia de primer nivel (beylerbeylik o eyalato) del Imperio otomano que abarcaba la mayor parte de los Balcanes (Rumelia). Durante la mayor parte de su historia, fue la provincia más grande e importante del Imperio, que contiene ciudades clave como Edirne, Yanina (Ioánina), Sofía, Manastır/Monastir (Bitola), Üsküp (Skopje) y el principal puerto marítimo de Selanik (Salónica). 
La capital estaba en Adrianópolis (Edirne), Sofía y finalmente Monastir (Bitola). Su área reportada en el siglo XIX era 48 119 millas cuadradas (124 628,2 km²).

## Historia
El primer beylerbey de Rumelia fue Lala Shahin Bajá, a quien el sultán Murad I le otorgó el título como recompensa por su captura de Adrianópolis (Edirne) en la década de 1360, y le otorgó autoridad militar sobre los territorios otomanos en Europa, que gobernó eficazmente como adjunto del sultán mientras el sultán regresó a Anatolia.
Desde su fundación, la provincia de Rumelia - inicialmente denominada beylerbeylik o genéricamente valiato, sólo después de 1591 se utilizó el término eyalato abarcó la totalidad de las posesiones europeas del Imperio otomano, incluidas las conquistas transdanubianas como Akkerman, hasta la creación de más eyalatos en el siglo XVI, comenzando con el Archipiélago (1533), Budin (1541) y Bosnia (1580).
La primera capital de Rumelia fue probablemente Edirne (Adrianópolis), que también fue, hasta la caída de Constantinopla en 1453, la capital de los otomanos. Fue seguida por Sofía por un tiempo y nuevamente por Edirne hasta 1520, cuando Sofía se convirtió una vez más en la sede de la beylerbey. En ese momento, el beylerbey de Rumelia era el comandante de la fuerza militar más importante del estado en la forma de la caballería timariot cipaya, y su presencia en la capital durante este período lo convirtió en miembro regular del Consejo Imperial (diván). Por la misma razón, poderosos Grandes Visires como Mahmud Pasha Angelovic o Pargalı Ibrahim Pasha mantuvieron el beylerbeylik junto con el gran visirerado. 
En el siglo XVIII, Monastir surgió como residencia alternativa del gobernador y, en 1836, se convirtió oficialmente en la capital del eyalato. Aproximadamente al mismo tiempo, las reformas de Tanzimat, destinadas a modernizar el Imperio, dividieron los nuevos eyalatos de Üsküb, Yanya y Selanik y redujeron el eyalato de Rumelia a unas pocas provincias alrededor de Monastir. Sobrevivió hasta 1867, cuando, como parte de la transición al sistema más uniforme de valiatos, se convirtió en parte del Valiato de Salónica.

## Gobernadores
El gobernador del eyalato de Rumelia se tituló beylerbey de Rumelia (Rumeli beylerbeyi) o vali de Rumelia (Rumeli vali). 
| Gobernadores                                        | Reinó                           | Notas                                                       |
| --------------------------------------------------- | ------------------------------- | ----------------------------------------------------------- |
| Lala Shahin Bajá                                    |                                 | el primer beylerbey de Rumelia, el lala (tutor) of Murad I. |
| Timurtaş Bey                                        | fl.1385                         |                                                             |
| Süleyman Çelebi                                     | antes de 1411                   | hijo de Bayezid I                                           |
| Mihaloğlu Mehmed Bey                                | 1411                            |                                                             |
| Mustafa Bey                                         | 1421                            |                                                             |
| Sinan Bajá (hijo de un noble albano, Bogdan Muzaka) | 1430                            |                                                             |
| Hadım Şehabeddin                                    | 1439–42                         |                                                             |
| Kasım Bajá                                          | 1443                            |                                                             |
| Ömer Bey                                            | 1453                            |                                                             |
| Turahan Bey                                         | antes de 1456                   |                                                             |
| Mahmud Pasha                                        | antes de 1456                   |                                                             |
| Ahmed                                               | después de 1456[cita requerida] |                                                             |
| Hass Murad Bajá                                     | c. 1469–1473                    |                                                             |
| Hadım Süleyman Pasha                                | c. 1475                         |                                                             |
| Davud Bajá el Albano                                | c. 1478                         |                                                             |
| Sinan Bajá el Albano                                | c. 1481                         |                                                             |
| Mesih Bajá                                          | after 1481                      |                                                             |
| Hasan Bajá                                          | 1514                            |                                                             |
| Ahmed Bajá el Albano                                | 1521                            |                                                             |
| Güzelce Kasım Bajá                                  | c. 1527                         |                                                             |
| Ibrahim                                             | 1537                            |                                                             |
| Khusrow Bajá                                        | June 1538–?                     |                                                             |
| Ali Bajá                                            | 1546                            |                                                             |
| Sokollu Mehmet Bajá                                 | 1551                            |                                                             |
| Doğancı Mehmed Bajá                                 |                                 | [ 23 ]                                                      |
| Osman Yeğen Bajá                                    | 1687                            |                                                             |
| Sari Ahmed Bajá                                     | 1714–1715                       |                                                             |
| Topal Osman Bajá                                    | 1721–27, 1729–30, 1731          |                                                             |
| Hadji Mustafa Bajá                                  | verano de 1797–?                |                                                             |
| Ahmed Kamil Pasazade Hakki Bajá                     |                                 | [ 29 ]                                                      |
| Ali Pasha of Albanian descent                       | 1793                            |                                                             |
| Ali Bajá                                            | 1802)                           |                                                             |
| Veli Bajá (hijo de Ali Pasha) 1804                  |                                 |                                                             |
| Hurshid Pachá                                       | 1808                            |                                                             |
| Köse Ahmed Zekeriya Bajá                            | 1836–marzo de 1840              |                                                             |
| Mehmed Dilaver Bajá                                 | mayo–julio de 1840              |                                                             |
| Yusuf Muhlis Bajá Serezli                           | julio de 1840–febrero de 1842   |                                                             |
| Yakub Pasha Kara Osmanzade                          |                                 |                                                             |
| Mustafa Nuri Paşa, Sırkatibi                        |                                 |                                                             |
| Mehmed Said Paşa, Mirza/Tatar                       |                                 |                                                             |
| Mehmed Ziyaeddin Paşa, Mezarcızade                  |                                 |                                                             |
| Ömer Paşa, Kızılhisarlı                             |                                 |                                                             |
| Mehmed Ziyaeddin Paşa, Mezarcızade                  |                                 |                                                             |
| Mehmed Emin Bajá                                    |                                 |                                                             |
| Asaf Bajá                                           |                                 |                                                             |
| Mehmed Reşid Paşa, Boşnakzade                       |                                 |                                                             |
| Ömer Paşa, Kızılhisarlı                             |                                 |                                                             |
| Mehmed Hurshid Bajá Arnavud                         |                                 |                                                             |
| Ahmed Nazır Paşa                                    |                                 |                                                             |
| İsmail Paşa, Çerkes                                 |                                 |                                                             |
| Abdülkerim Nadir Paşa, Çırpanlı                     |                                 |                                                             |
| Ali Paşa, Hacı, Kütahyalı/Germiyanoğlu              |                                 |                                                             |
| Hüseyin Hüsnü Paşa                                  |                                 |                                                             |
| Mehmed Tevfik Paşa, Taşcızade                       |                                 |                                                             |

## Divisiones administrativas

### 1475
Una lista fechada en 1475 enumera diecisiete sanjabeys subordinados, que controlaban subprovincias o sanjacados, que también funcionaban como comandos militares:
1. Constantinopla
2. Galípoli
3. Edirne
4. Nikebolu/Nigbolu
5. Vidin
6. Sofía
7. Serbia (Laz-ili)
8. Serbia (Despot-ili)
9. Vardar (bajo Evrenosoğullari)
10. Üsküb
11. Arnavut-ili (bajo Iskender Bey, i.e. Skanderbeg)
12. Arnavut-ili (bajo la familia Arianiti)
13. Bosnia
14. Bosnia (bajo Esteban)
15. Arta, Zituni y Atenas
16. Morea
17. Monastir

### 1520
Otra lista, que data del reinado temprano de Solimán el Magnífico (1520-1566), enumera los sanjabeys de ese período, en orden aproximado de importancia:
1. Bey de Pasha-sanjak
2. Bosnia
3. Morea
4. Semendire
5. Vidin
6. Hersek
7. Silistra
8. Ohri
9. Avlonya
10. Iskenderiyye
11. Yanya
12. Gelibolu
13. Köstendil
14. Nikebolu
15. Sofía
16. Inebahti
17. Tirhala
18. Alaca Hișar
19. Vulcetrin
20. Kefe
21. Prizren
22. Karli-eli
23. Ağriboz
24. Çirmen
25. Vize
26. Izvornik
27. Flórina
28. Elbasan
29. Sanjakbey de Çingene
30. Midilli
31. Karadağ (Montenegro)
32. Sanjakbey de Müselleman-i Kirk Kilise ("Muslims of Kirk Kilise")
33. Sanjakbey de Voynuks

Çingene, Müselleman-i Kirk Kilise y Voynuks no eran circunscripciones territoriales, sino que representaban simplemente un sanjabey designado para controlar estos grupos dispersos y a menudo nómadas, y que actuaba como comandante de las fuerzas militares reclutadas entre ellos. El Pasha-sanjak en este período comprendía una amplia zona en el oeste de Macedonia, incluidas las ciudades de Üskub (Skopie), Pirlipe (Prilep), Monastir (Bitola) y Kesriye (Kastoriá). 
Una lista similar compilada c. 1534 da los mismos sanjaks, excepto por la ausencia de Sofía, Flórina e Inebahti (entre las provincias transferidas al nuevo eyalato del Archipiélago en 1533), y la adición de Selanik (Salónica).

### 1538
En 1538 se enumeran 29 liva (sanjacados) durante el reinado del sultán Suleiman I.
1. Sofía (Pasha Sanjak de Rumelia)
2. Ağrıboz
3. Alacahisar
4. Avlonya
5. Bosna
6. Çirmen
7. Gelibolu
8. Hersek
9. İlbasan
10. İskenderiye
11. İzvornik
12. Karlıili
13. Kefe
14. Köstendil
15. Mora
16. Niğbolu
17. Ohri
18. Prizrin
19. Rodos
20. Semendire
21. Silistre
22. Tırhala
23. Vidin
24. Vize
25. Vulçıtrın
26. Yanya
27. Müselleman-ı Kızılca
28. Müselleman-ı Çingane
29. Voynugan-ı Istabl-ı Amire

### 1644
Se eliminaron más sanjacados con la creación progresiva de nuevos eyalatos y un registro oficial c. 1644 registra solo quince sanjacados para Rumelia:
1. Köstendil
2. Tirhala
3. Prizren
4. Yanya
5. Delvine
6. Vulcetrin
7. Üskub
8. Elbasan
9. Avlonya
10. Dukagin
11. Iskenderiyye
12. Ohri
13. Alaca Hișar
14. Selanik
15. Voynuks

### 1700/1730

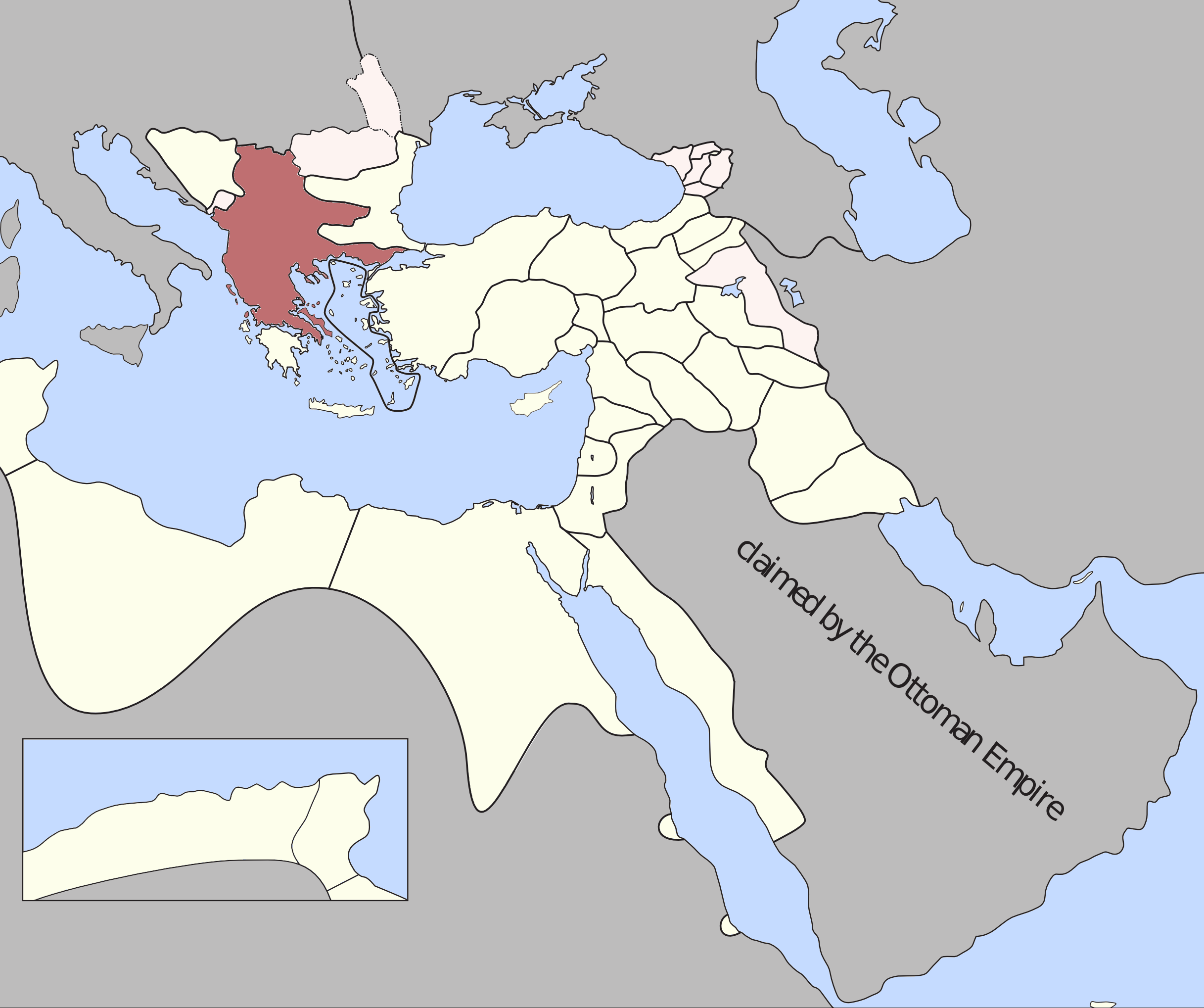
Rumelia en 1795.

La división administrativa del beylerbeylicato de Rumelia entre 1700-1730 fue la siguiente:
1. Pasha-sanjak, alrededor de Monastir
2. Köstendil
3. Tirhala
4. Yanya
5. Delvina
6. Elbasan
7. Iskenderiyye
8. Avlonya
9. Ohri
10. Alaca Hisar
11. Selanik
12. Dukagin
13. Prizren
14. Üsküb
15. Vulçıtrin
16. Voynuks
17. Çingene
18. Yoruks

### Principios delsigloXIX
Sanjacados a principios del siglo XIX
1. Monastir
2. Selanik
3. Tirhala
4. Iskenderiyye
5. Ohri
6. Avlonya
7. Köstendil
8. Elbasan
9. Prizren
10. Dukagin
11. Üsküb
12. Delvina
13. Vulcetrin
14. Kavala
15. Alaca Hișar
16. Yanya
17. Smederevo

### Mediados delsigloXIX

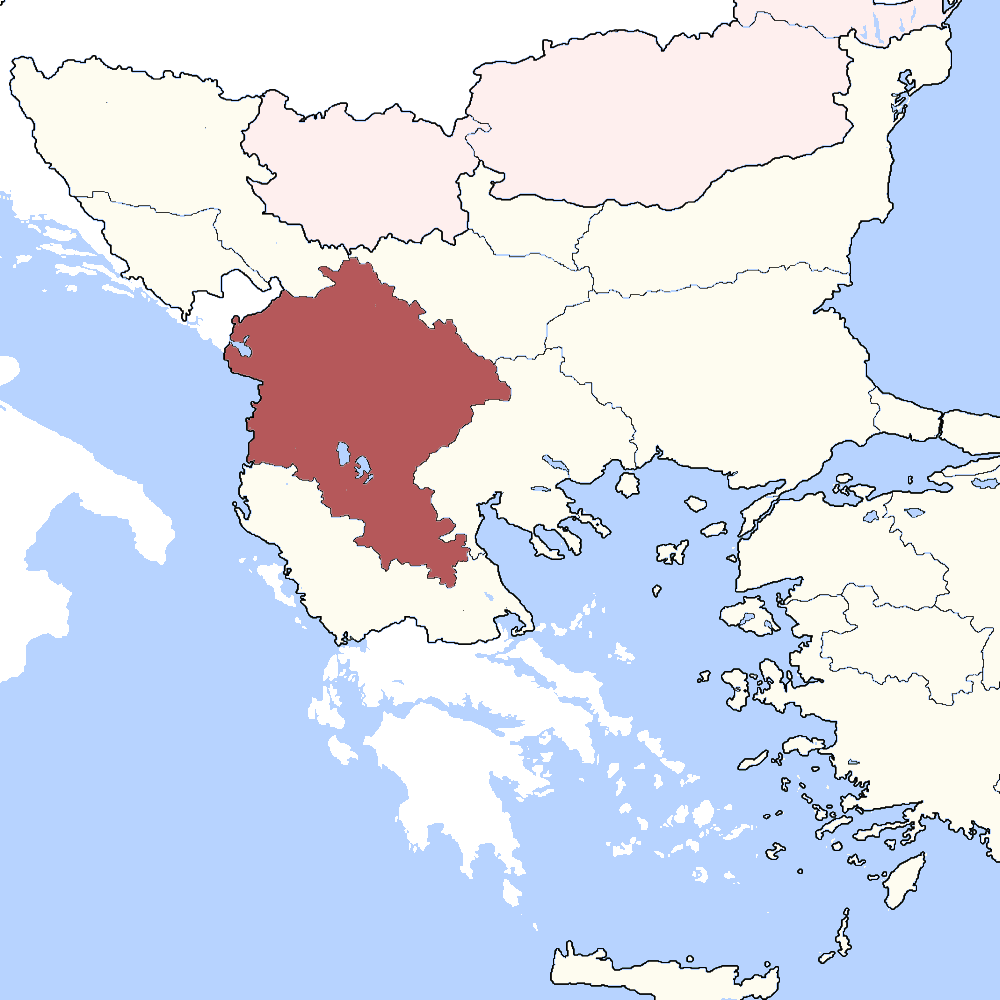
Rumelia en la década de 1850.

Según el anuario estatal (salname) del año 1847, el reducido eyalato de Rumelia, centrado en Monastir, abarcaba también los sanjacados de Iskenderiyye (Üsküdar), Ohri (Ohrid) y Kesrye (Kastoria). En 1855, según el viajero francés A. Viquesnel, comprendía los sanjacados de Iskenderiyye, con 7 kazas o subprovincias, Ohri con 8 kazas, Kesrye con 8 kazas y el pasha-sanjak de Monastir con 11 kazas.

## Evolución territorial

### Total o parcialmente anexado al eyalato
- Imperio bizantino
- Segundo Imperio búlgaro, poco a poco conquistado por los otomanos a finales del siglo XIV y principios del XV
- Reino de Prilep, anexado en 1395
- Despotado de Serbia, conquistado por los otomanos en 1459
- Reino de Bosnia, anexado en 1463
- Despotado de Dobruja
- Gazaria (colonias genovesas), anexada en 1475
- Principado de Teodoro, anexado en 1475

### Creado a partir del eyalato
- Eyalato del Archipiélago (en 1533)
- Eyalato de Kefe (en 1568)
- Eyalato de Bosnia (en 1580)
- Eyalato de Silistra (en 1593)
- Eyalato de Ioánina (en 1670)[cita requerida]
- Principado de Serbia (en 1815)
- En 1836, Rumelia se dividió entre tres nuevos eyalatos: Salónica, Edirne y la Rumelia alrededor de Monastir.